# Scoring the End of the World
Scoring the End of the World — шестой студийный альбом американской метал-группы Motionless in White, выпущенный 10 июня 2022 года на лейбле Roadrunner Records. Продюсерами альбома выступили Дрю Фулк и Джастин Деблик.

## Об альбоме
В мае 2020 года во время интервью в прямом эфире вокалист группы Крис Черулли объявил, что они уже работают над своим следующим альбомом, и заверил, что песни для альбома будут более тяжёлыми, хотя запись может быть отложена из-за пандемии COVID-19.
7 марта 2022 года группа объявила, что планирует выпустить новую музыку в пятницу, 11 марта, с 30-секундным видео-тизером, намекающим на какую-то потенциально новую музыку. В тот же день группа официально выпустила новый сингл «Cyberhex» с участием Линдси Скулкрафт, а также музыкальное видео. В то же время они официально анонсировали сам альбом, а также раскрыли обложку альбома и список треков.
14 апреля группа представила второй сингл «Masterpiece» и соответствующее музыкальное видео. Почти через месяц, 13 мая, группа выпустила третий сингл «Slaughterhouse» с участием Брайана Гарриса из Knocked Loose. 3 июня, за неделю до выхода альбома, группа выпустила заглавный трек «Scoring the End of the World» с участием Мика Гордона.

#### Влияние, стиль и темы
Жанр альбома был описан как индастриал-метал, металкор и готик-метал, временами склоняясь к дэткору и хард-року. Кроме того, альбом также содержит в себе влияние ню-метала, которое прослеживается в треках «Sign of Life», «Cyberhex» и «Scoring the End of the World». «Red, White & Boom», записанная совместно с вокалистом Beartooth Калебом Шомо — песня в стиле хард-рок и индастриал-металкор. «Werewolf» — поп-рок с элементами синти-попа и электропопа. Наряду с «B.F.B.T.G.: Corpse Nation», которая была описана как прогрессивный металкор, её сравнивают с хоррор-постановкой Ice Nine Kills. В «Masterpiece» и «Porcelain» прослеживается влияние Breaking Benjamin.
Scoring the End of the World — политически заряженный альбом, тексты песен которого затрагивают такие темы, как глобальное потепление, коррупция, неравенство и насилие. «Sign of Life», «Cause of Death», «Porcelain» и «Werewolf» в совокупности имеют тему психического здоровья, конкретно связанную с внутренним конфликтом.

## Приём
| Оценки критиков  | Оценки критиков |
| Источник         | Оценка          |
| ---------------- | --------------- |
| Blabbermouth.net | 7/10            |
| Kerrang!         | [ 18 ]          |
| Rock'N'Load      | 10/10           |
| Rock Sins        | 9/10            |
| Wall of Sound    | 7.5/10          |

Запись получила положительные отзывы критиков. Тейлор Маркарян из Blabbermouth.net дал альбому 7 баллов из 10: «Главный вывод заключается в том, что, несмотря на то, насколько невероятной может быть эта группа, им всё ещё не удалось полностью объединить все свои музыкальные влияния таким образом, чтобы это было бесспорно сплочённо». Редакция Kerrang! поставила альбому оценку 3 из 5 и заявила, что «разница заключается не в донесении материала, а в его написании, что, как MIW и доказали, они могут сделать по-настоящему правильно — им просто нужно провести немного больше времени с этой музой». Rock’N’Load похвалили альбом и заявили: «Motionless In White создали действительно лучший релиз в своей карьере на данный момент. Альбом звучит и ощущается совершенно свежим, но в то же время таким знакомым. Написание песен, музыкальность и просто все, что связано с этим релизом, находятся на вершине игры. Невероятный альбом, который показывает группу в действительно отличной форме».
Саймон Крэмптон из Rock Sins оценил альбом на 9 баллов из 10 и сказал: «С каждым новым альбомом группа делает ещё один шаг к величию. Записав Scoring the End of the World, они создали свою самую полную запись. Группа умело использует все лучшее, что делает их той группой, которой они являются, и создала тот альбом и звук, который не только порадует давних поклонников, но и принесёт новых. Это определяющий момент коллектива, который превратит их в неоспоримых суперзвёзд». Wall of Sound дал оценку 7,5 из 10, сказав, что «хотя это и не идеальный альбом, он является продолжением фирменного звучания группы и примером того, что они могут произвести при экстремальных нагрузках, как, например, глобальная пандемия!».

## Список композиций
Слова и музыка всех песен — Motionless in White.
| №                   | Название                                                   | Длительность |
| ------------------- | ---------------------------------------------------------- | ------------ |
| 1.                  | «Meltdown»                                                 | 4:28         |
| 2.                  | «Sign of Life»                                             | 3:40         |
| 3.                  | «Werewolf»                                                 | 3:32         |
| 4.                  | «Porcelain»                                                | 3:36         |
| 5.                  | «Slaughterhouse» (при участии Брайана Гарриса)             | 4:23         |
| 6.                  | «Masterpiece»                                              | 3:26         |
| 7.                  | «Cause of Death»                                           | 4:03         |
| 8.                  | «We Become the Night»                                      | 3:31         |
| 9.                  | «Burned at Both Ends II»                                   | 3:57         |
| 10.                 | «B.F.B.T.G.: Corpse Nation» (при участии Линдси Скулкрафт) | 3:34         |
| 11.                 | «Cyberhex» (при участии Линдси Скулкрафт)                  | 4:35         |
| 12.                 | «Red, White & Boom» (при участии Калеба Шомо)              | 3:18         |
| 13.                 | «Scoring the End of the World» (при участии Мика Гордона)  | 3:48         |
| Общая длительность: | Общая длительность:                                        | 49:51        |

## Участники записи
Motionless in White
- Крис «Motionless» Черулли — вокал
- Райан Ситковски — соло-гитара
- Рикки «Horror» Олсон — ритм-гитара, вокал
- Джастин Морроу — бас-гитара, бэк-вокал
- Винни Мауро — ударные

Дополнительные музыканты
- Брайан Гаррис (Knocked Loose[англ.]) — гостевой вокал (трек 5)
- Линдси Скулкрафт — гостевой вокал (трек 10, 11)
- Калеб Шомо (Beartooth) — гостевой вокал (трек 12)
- Мик Гордон — дополнительные инструменты (трек 13)
- Том Хейн — дополнительные инструменты (трек 8, 12), дополнительный вокал (трек 8)
- Элис Мэдден — дополнительный вокал (трек 1, 11)
- Стив Сопчак — дополнительный вокал (трек 3)
- Джонатан Маклин — дополнительный вокал (трек 9)
- Элли Митчелл — дополнительный вокал (трек 11, 13)

Дополнительный персонал
- Дрю Фулк — продюсирование, дополнительный вокал (трек 2)
- Джастин Деблик — продюсирование, соло-гитара (трек 8)
- Закк Червини — микширование
- Тед Дженсен — мастеринг